# プルゼニ市電
プルゼニ市電（チェコ語: Tramvajová doprava v Plzni）は、チェコの都市・プルゼニ市内に存在する路面電車。1899年に開通した歴史の長い路線で、2021年現在は路線バスやトロリーバス（プルゼニ・トロリーバス）と共に、プルゼニ市の完全子会社であるプルゼニ市交通会社（Plzeňské městské dopravní podniky、PDMP）によって運営されている。

## 歴史
19世紀、急速に発展を遂げていたプルゼニでは、都市内における住民の輸送手段である公共交通機関が求められるようになった。その中で、電気技師であるフランティシェク・クシジクの指導の下、プルゼニ市内に当時最新鋭の交通機関である路面電車を導入するプロジェクトが立ち上がり、1892年のプルゼニ王立都市評議会による敷設の決定、建設企業の選定を経て1896年から建設が実施された。そして1899年6月29日、現在のチェコにおける4番目の軌道交通としてプルゼニ市電は営業運転を開始した。
翌1900年にプルゼニ駅への短距離区間の延伸が行われたが、本格的な延伸は第一共和国時代の1920年代以降に実施された。また、同時期には終端にループ線を建設する工事が実施された他、新型車両の投入も行われている。利用客数については第一次世界大戦期にプルゼニが兵器生産の拠点となった事で年間700万人以上と激増し、終戦後は一時的に減少したものの1930年代は600万人と回復した。
第二次世界大戦後、社会主義体制となり運営組織も国営企業となったプルゼニ市電は一部路線がトロリーバスへ置き換えられたが、1960年代以降は郊外の住宅地の開発やオイルショックによる路面電車の見直しに伴い多数の延伸が行われた。ビロード革命による民主化直前には最大規模となる5系統が運行していたが、運営組織の株式会社化（民営化）を経た2000年に利用客の減少に伴い2つの系統が廃止され、以降は2021年現在まで3つの系統による運行が行われている。一方で民営化後は車両更新を積極的に行っており、1997年に導入されたシュコダ03Tを皮切りにバリアフリーに適した超低床電車の導入が継続的に続いている。

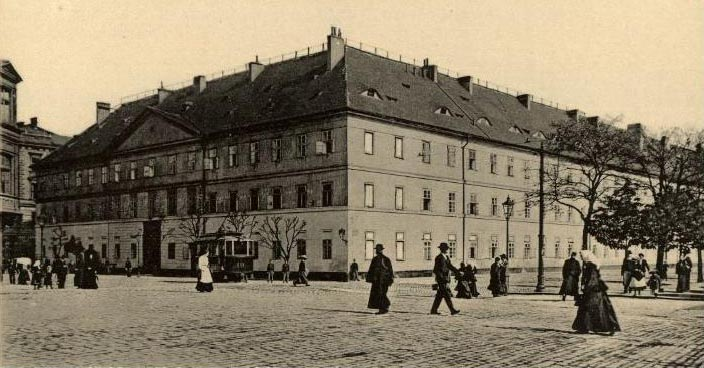
1900年代のプルゼニ市電
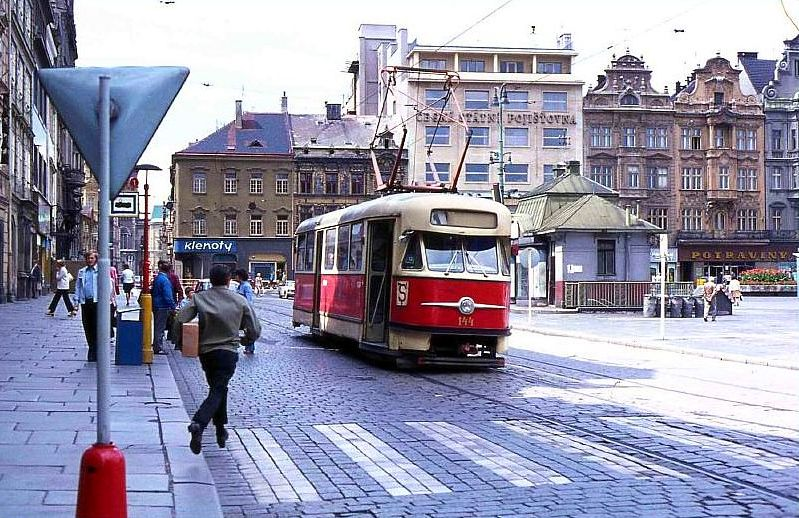
タトラT2は1980年代まで営業運転に使用された（1976年撮影）
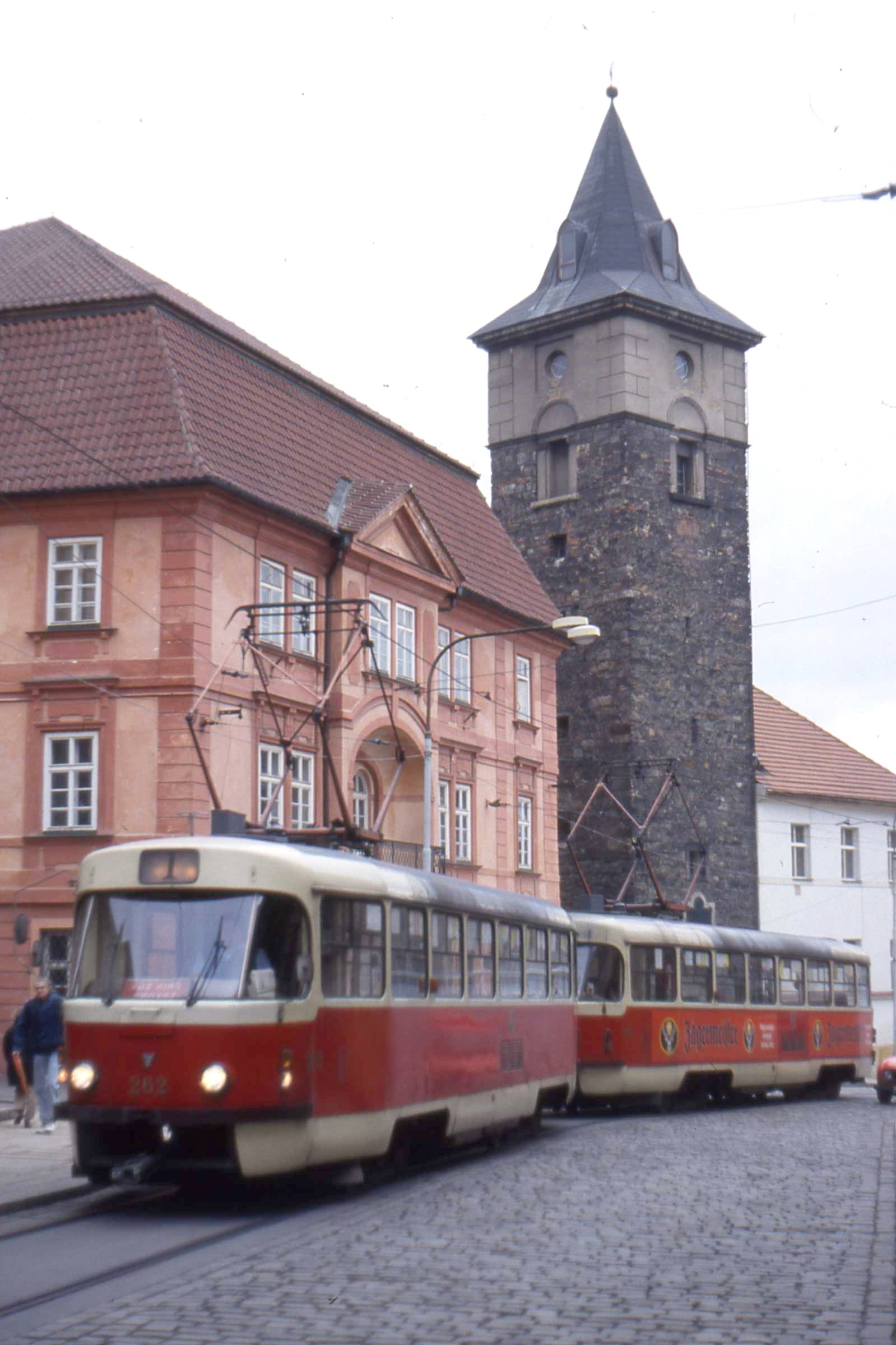
大量導入が実施されたタトラT3（1994年撮影）
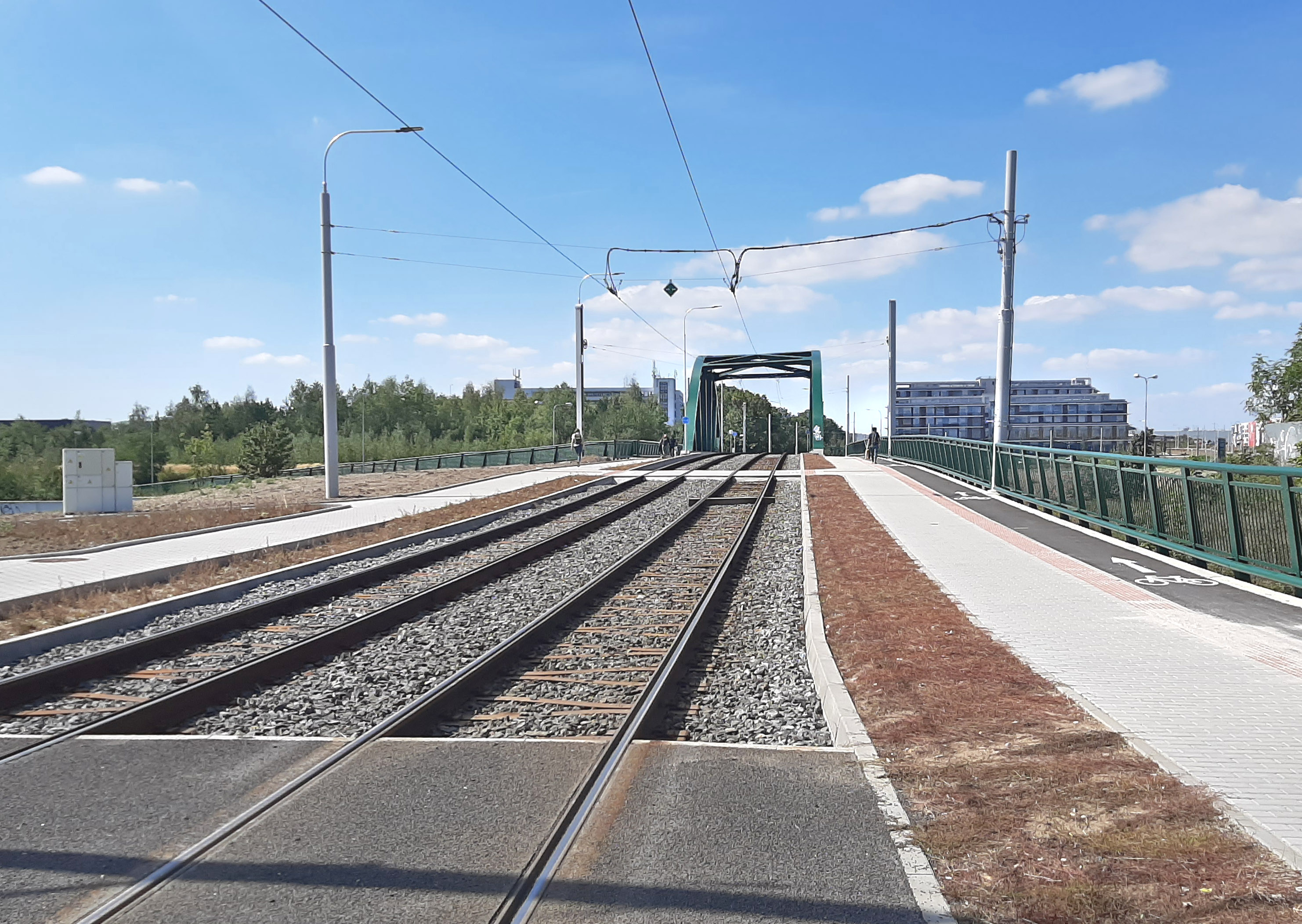
2019年に延伸された区間（2020年撮影）

## 系統
前述の通り、2000年の一部系統廃止以降、プルゼニ市電では以下の3系統が運行している。そのうち4号線については2019年12月に全長1.4 kmの延伸が実施されている。
| 系統番号 | 起点       | 終点     | 備考 |
| -------- | ---------- | -------- | ---- |
| 1        | Slovany    | Bolevec  |      |
| 2        | Světovar   | Skvrňany |      |
| 4        | Univerzita | Košutka  |      |

路線図
1号線
2号線
4号線

## 車両

### 現有車両
2023年時点でプルゼニ市電の営業運転に使用されている車両は以下の通り。大半の車両は車体右側にのみ乗降扉が設置されている片方向型車両だが、一部は車体両側に乗降扉が存在する両方向型車両となっている。また、一部列車は2両編成による連結運転を実施している。
| 形式              | 形式              | 車種        | 両数 | 備考                                                 |
| ----------------- | ----------------- | ----------- | ---- | ---------------------------------------------------- |
| タトラT3          | T3R.P             | ボギー車    | 10両 | 機器更新車                                           |
| タトラT3          | T3R.PV            | ボギー車    | 2両  | 車体更新車                                           |
| タトラT3          | T3R.PLF           | ボギー車    | 18両 | 車体更新車 部分超低床電車                            |
| タトラT3          | K3R-NT            | 3車体連接車 | 4両  | 車体更新車 部分超低床電車                            |
| タトラKT8D5       | KT8D5.RN2P        | 3車体連接車 | 12両 | 両方向型・両運転台車両 部分超低床電車                |
| ヴァリオLFR.S     | ヴァリオLFR.S     | ボギー車    | 26両 | 車体更新車 部分超低床電車                            |
| ヴァリオLF プラス | ヴァリオLF プラス | ボギー車    | 6両  | 部分超低床電車                                       |
| ヴァリオLF2/2 IN  | ヴァリオLF2/2 IN  | 2車体連接車 | 4両  | 両方向型・両運転台車両 部分超低床電車                |
| EVO2              | EVO2              | 2車体連接車 | 16両 | 超低床電車                                           |
| シュコダ40T       | シュコダ40T       | 3車体連接車 | 2両  | 両方向型・両運転台車両 超低床電車 合計22両を導入予定 |

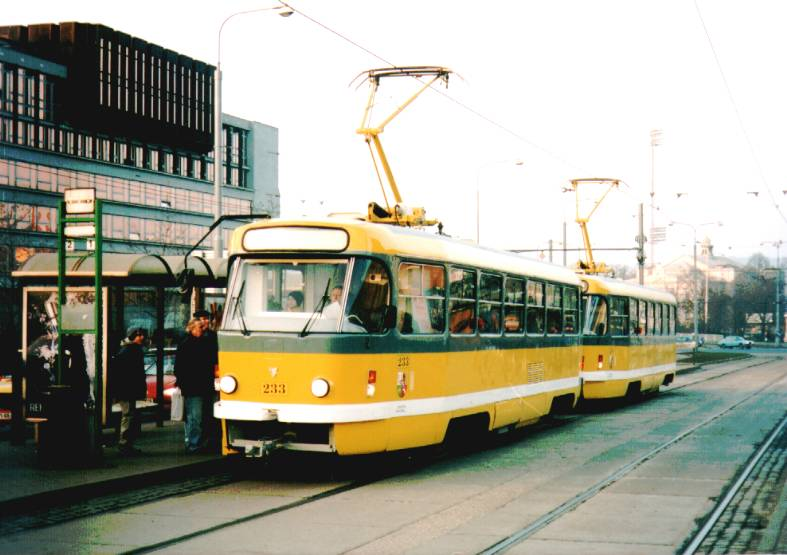
T3R.P
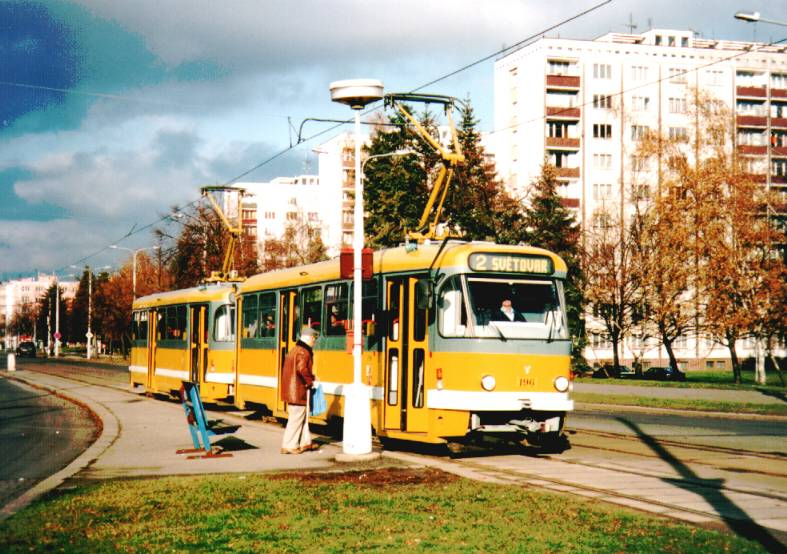
T3R.PV
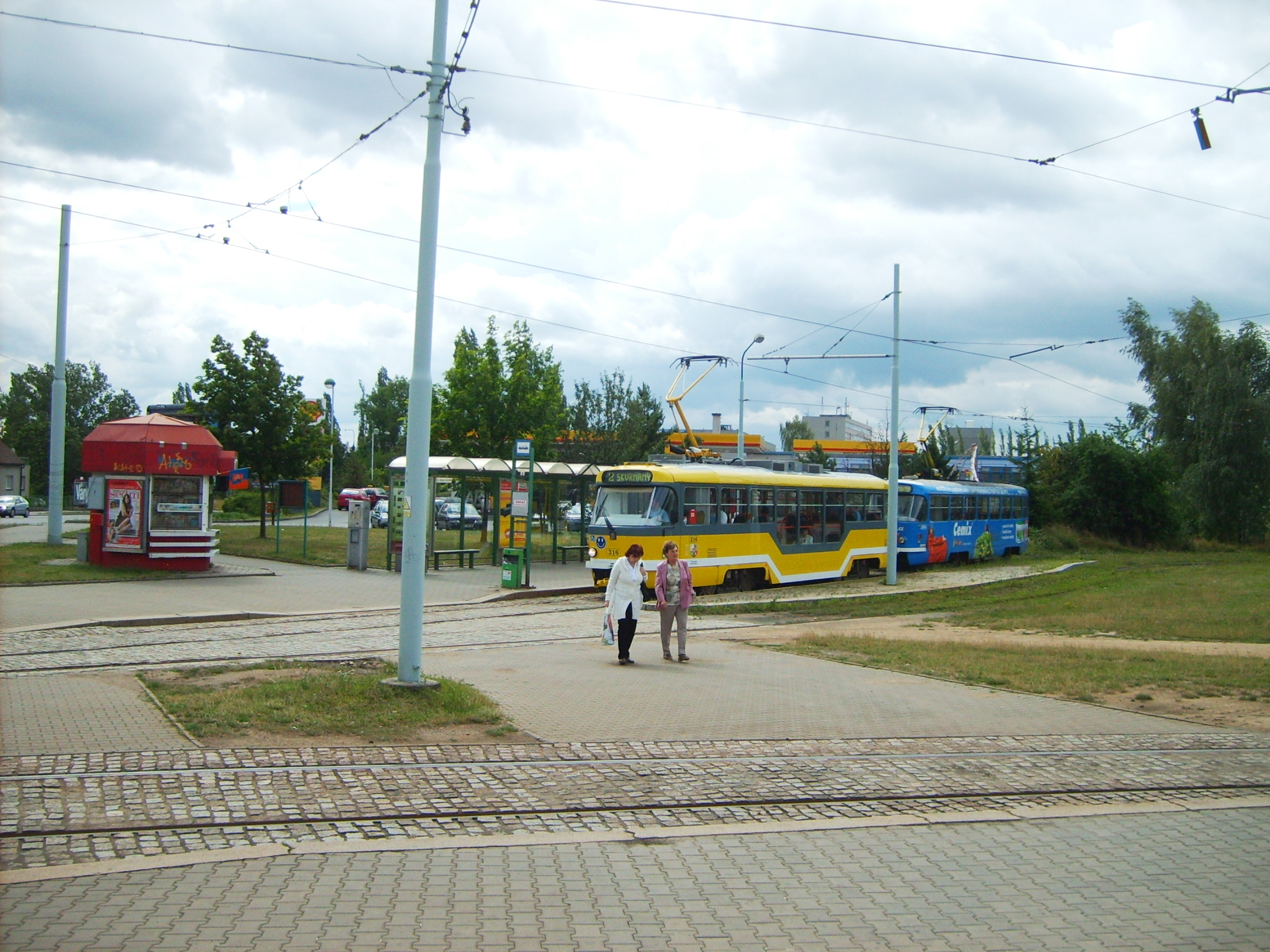
T3R.PLF（2008年撮影）
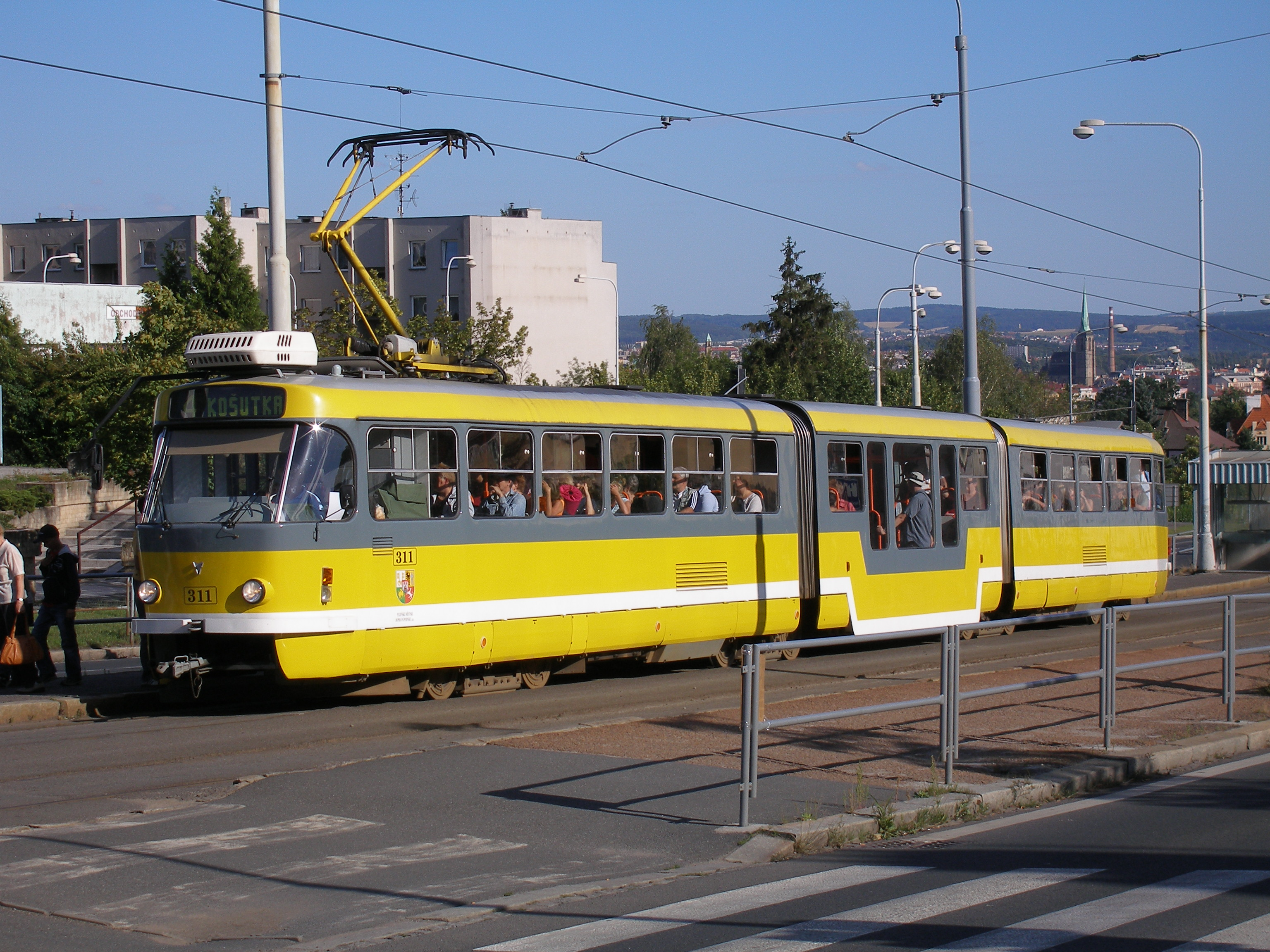
K3R-NT（2007年撮影）
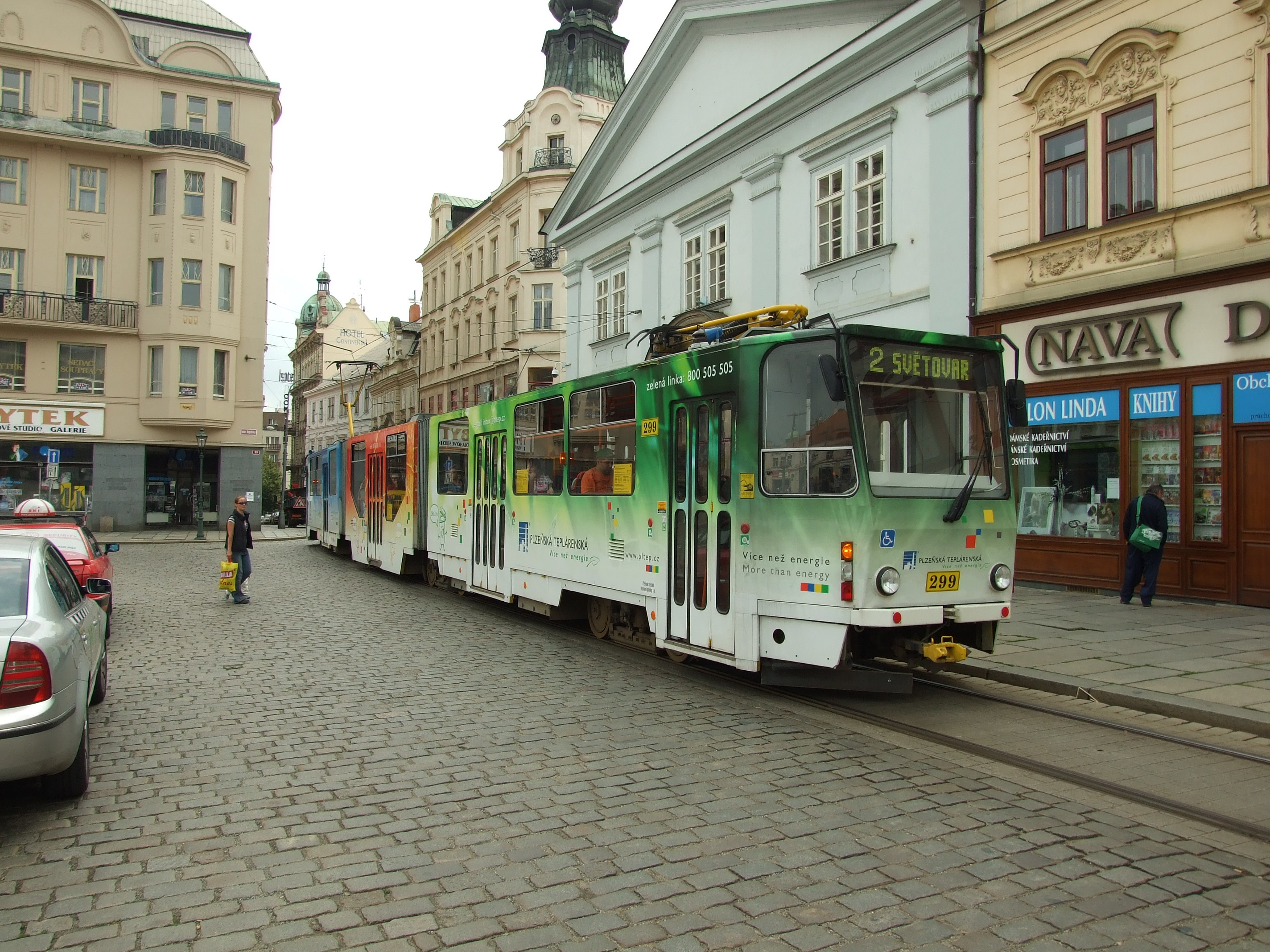
KT8D5.RN2P（広告塗装）（2009年撮影）
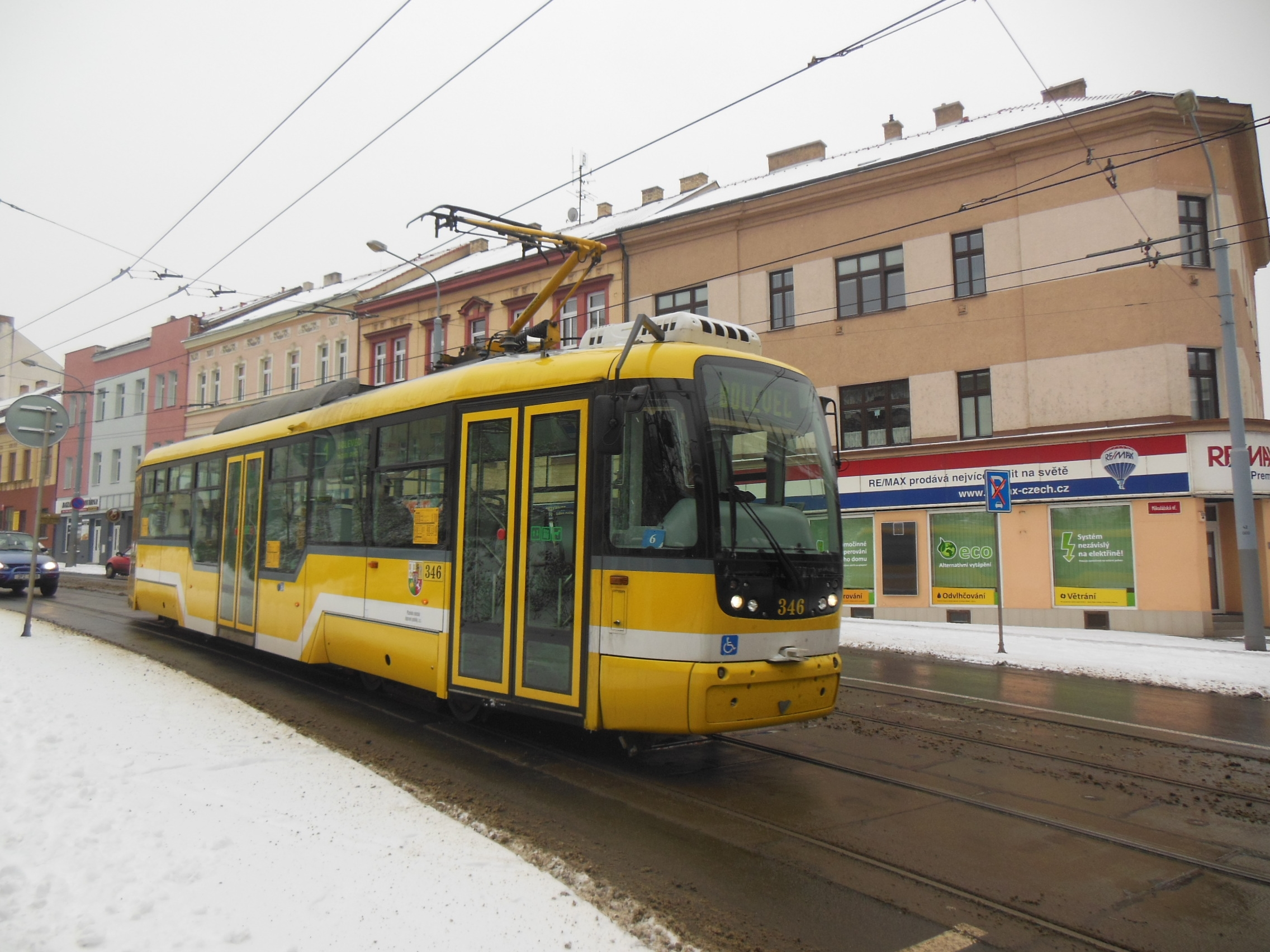
ヴァリオLFR.S（2014年撮影）
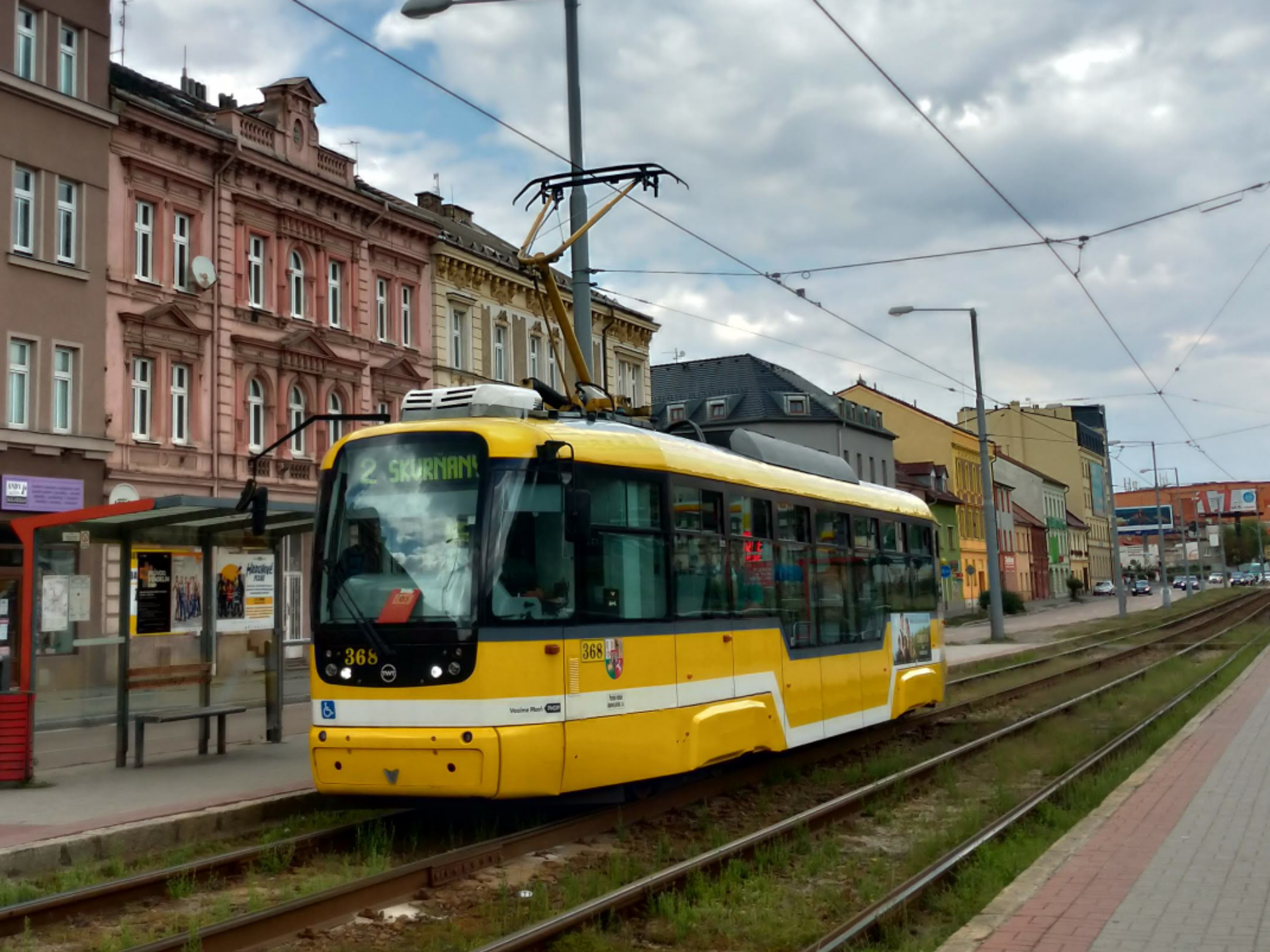
ヴァリオLF プラス（2019年撮影）
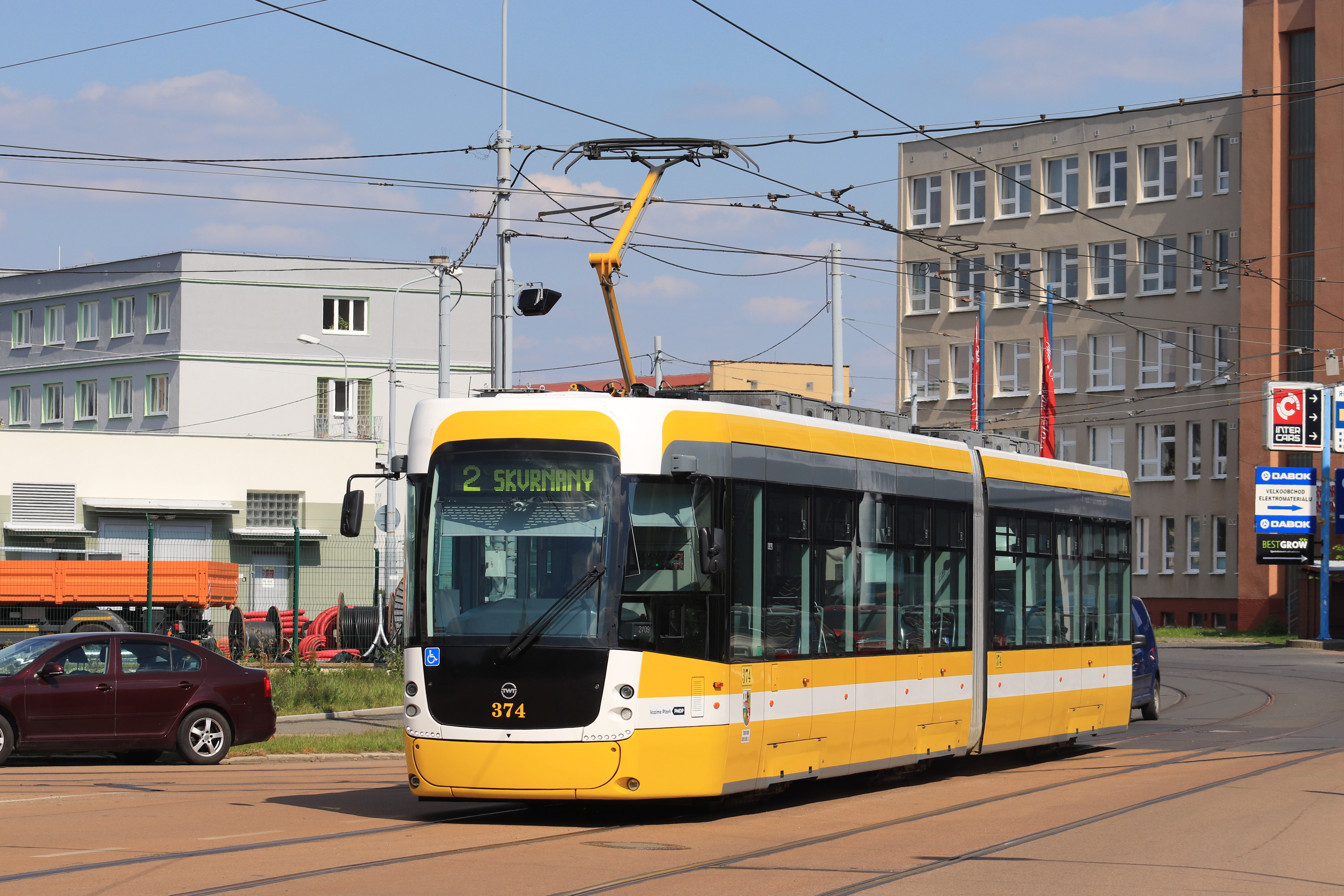
EVO2（2020年撮影）
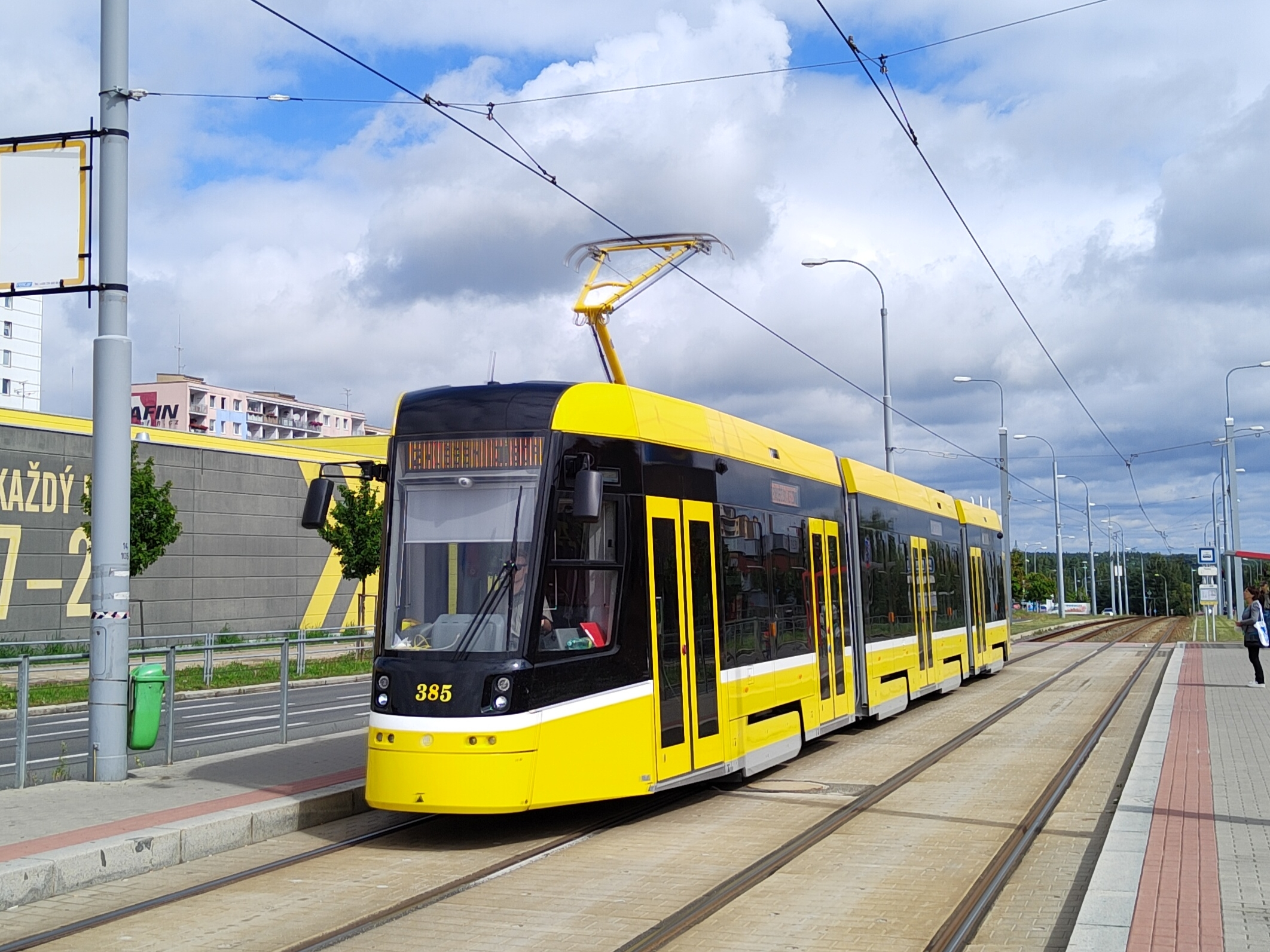
シュコダ40T（2021年撮影）

### 動態保存車両
2021年現在、プルゼニ市電では過去に使用されていた車両の一部を用いた動態保存運転を実施しており、各種の団体・貸切運転に対応している。
- 18 - 1899年の開業時に導入された2軸車[17][18]。
- 121 - プルゼニ市電初のボギー車として導入されたタトラT1の1両。1956年製[19]。
- 133 - タトラT1を改良したタトラT2の1両。ただしプルゼニ市電向けに製造されたタトラT2は既に全車解体されており、この133はオストラヴァ市電から譲渡され、原形への復元が実施された車両である[20][21]。
- 192 - タトラT2を改良したタトラT3の1両。1975年製。営業用に用いられている車両と異なり、導入当初の原型が維持されている[22][23]。
- 187 - 1974年製のタトラT3。192とは異なり、営業運転終了時の塗装や内装が維持されている[24]。

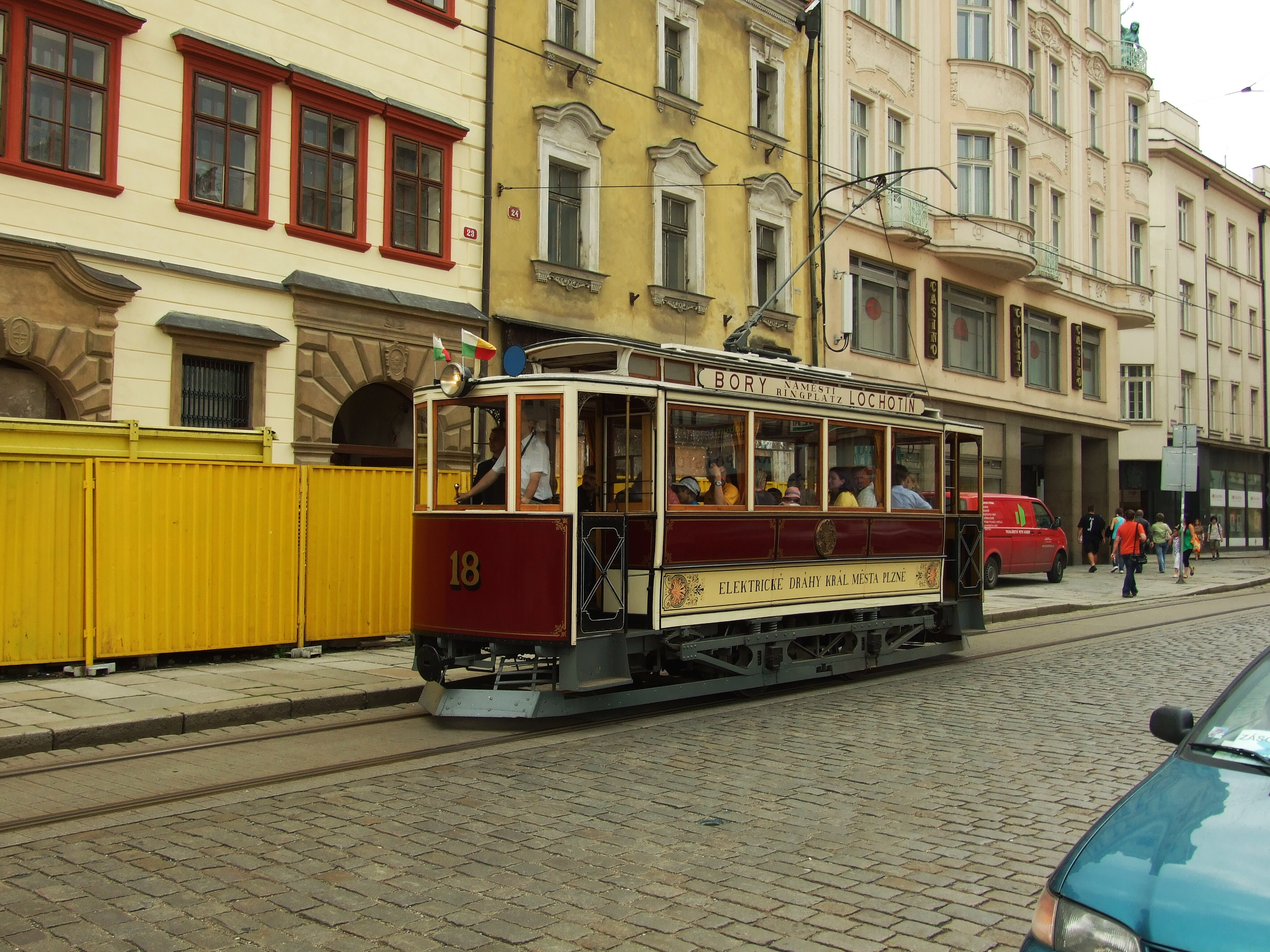
18（2009年撮影）
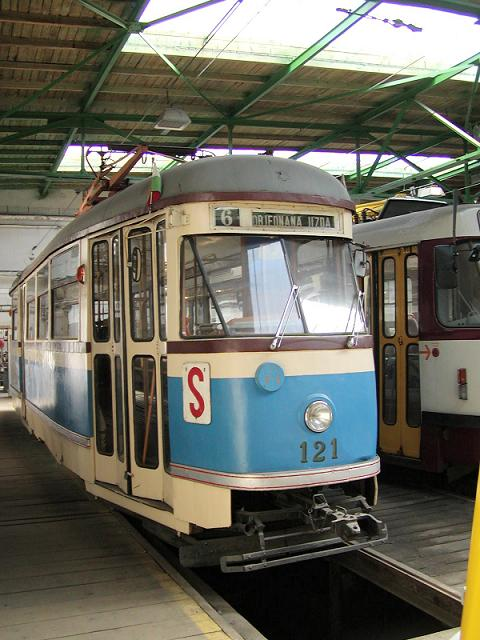
121（2004年撮影）
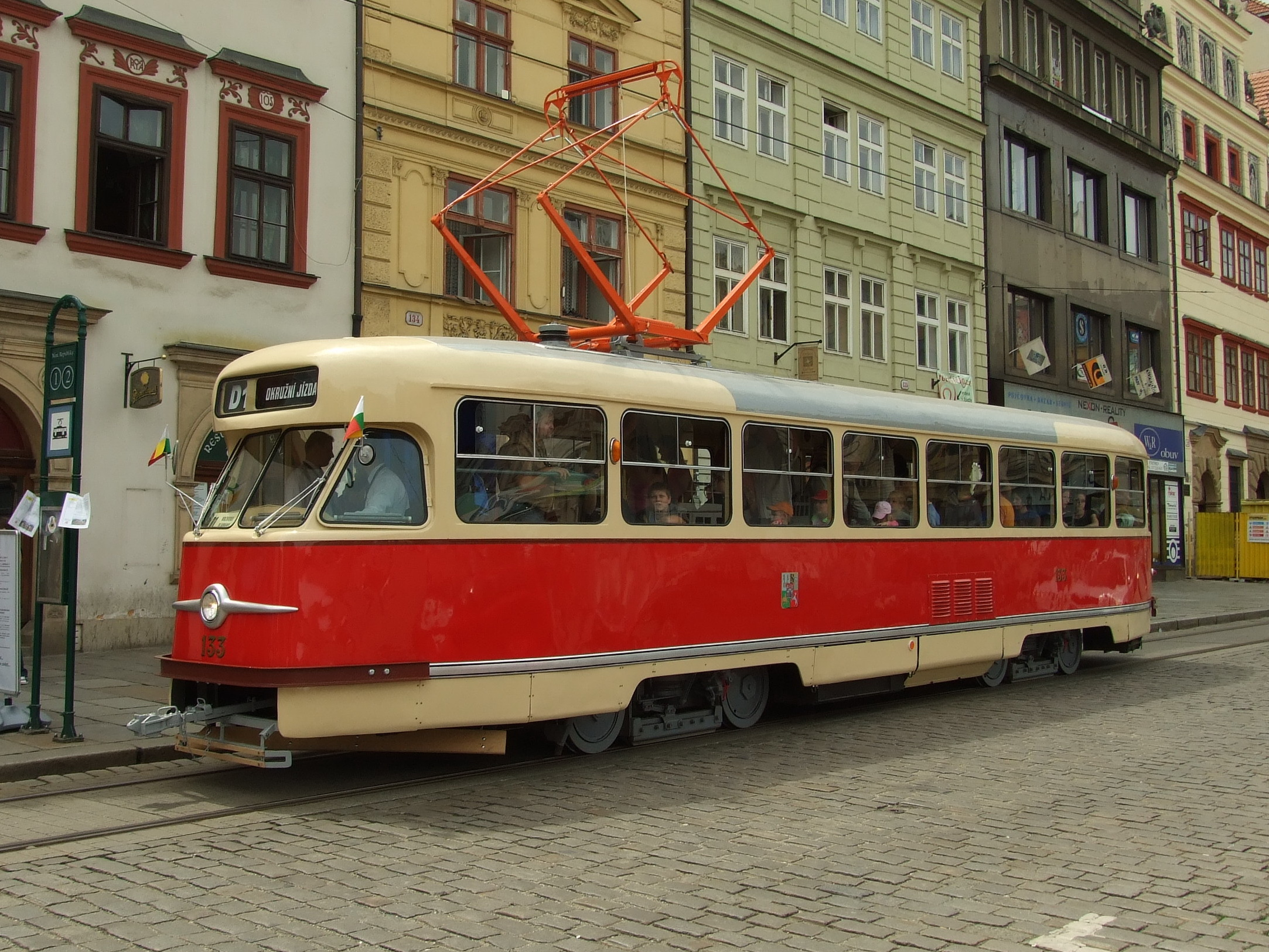
133（2009年撮影）

### 過去の車両
- LTM10.08 "アストラ" - シュコダ・トランスポーテーションとイネコン・トラムによるコンソーシアムが開発した部分超低床電車。プルゼニ市電向け車両は1998年から2000年までに試作車を含めて11両（300 - 310）が導入され、2010年代には車内を中心とした改修工事も実施されたが、EVO2の導入に伴い2021年3月までに営業運転を終了した。引退後もプルゼニ市電に保存目的で残存する301を含めた多くの車両が各地の保存施設などに売却された一方、4両（306 - 308、310）については同型車両が使用されているブルノ市電への譲渡が決定している[25][26]。

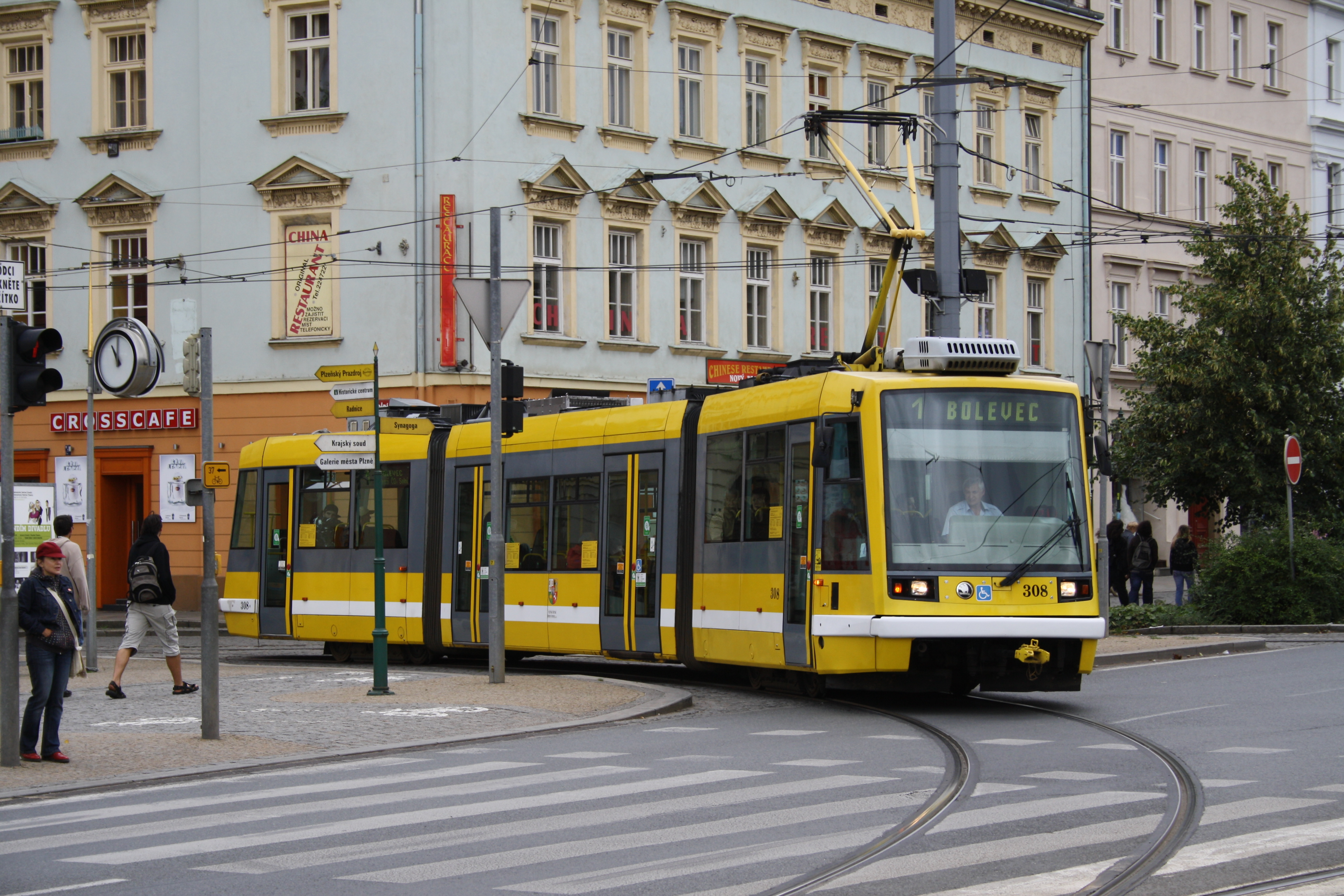
LTM10.08（2009年撮影）

## 参考資料
- Hynek Freml (2019年). Vývoj tramvajové dopravy v Plzni (PDF) (Report). ZÁPADOČESKÁ UNIVERZITA V PLZNI FAKULTA ELEKTROTECHNICKÁ Katedra elektromechaniky a výkonové elektroniky. 2021年5月13日閲覧。
- Jan Kašpar (2015年). Formy dislokace v městském prostoru (PDF) (Report). Západočeská univerzita v Plzni Fakulta filozofická. 2021年5月13日閲覧。